# Epålett

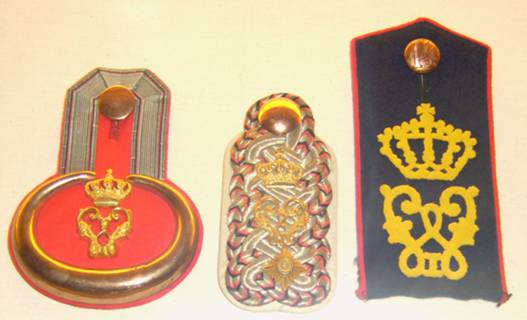
Fr. v. t. h.: epålett, axelträns, axelklaff.

Epålett (av franska épaulette, av franska épaule axel) eller axelstycke är en del av vissa uniformer.
Den är oftast gjord av metall och överklädd med textil, ofta guldfärgad. Den bärs fäst på axeln (en på varje) på kavaj eller jacka. Epåletten är en kvarleva från riddarrustningen och var ursprungligen avsedd att vara skydd mot hugg. En föregångare till epåletten var en axelprydnad av snöre, som nedtill slutade i en tjock knut, och den användes under senare delen av 1700-talet. Ur den uppstod den röda, vävda epålett med fransar som under revolutionstiden anlades i Frankrike och som där användes ända till 1900-talet. Till officersuniformen anlades epåletter av metall ungefär samtidigt.
Gradbeteckning placerades ofta på epåletten. Även förekomst av nedhängande fransar (buljoner) kunde utmärka grad. Gradbeteckningar kunde även vara fastsydda på epålettslejfen som är fastsydd i vapenrocken. Detta förekom bland annat i den amerikanska armén och den franska flottan. Denna typ av gradbeteckning kunde då användas även när epåletten inte bars.
Kring förra sekelskiftet var bruket av epåletter i hela världen förknippat med paraduniform och motsvarande högtidsdräkter utom för lansiärer, chevaux-légeres och ulaner i Ryssland och de tyska staterna där de bars till daglig dräkt av traditionella militärsociala skäl.

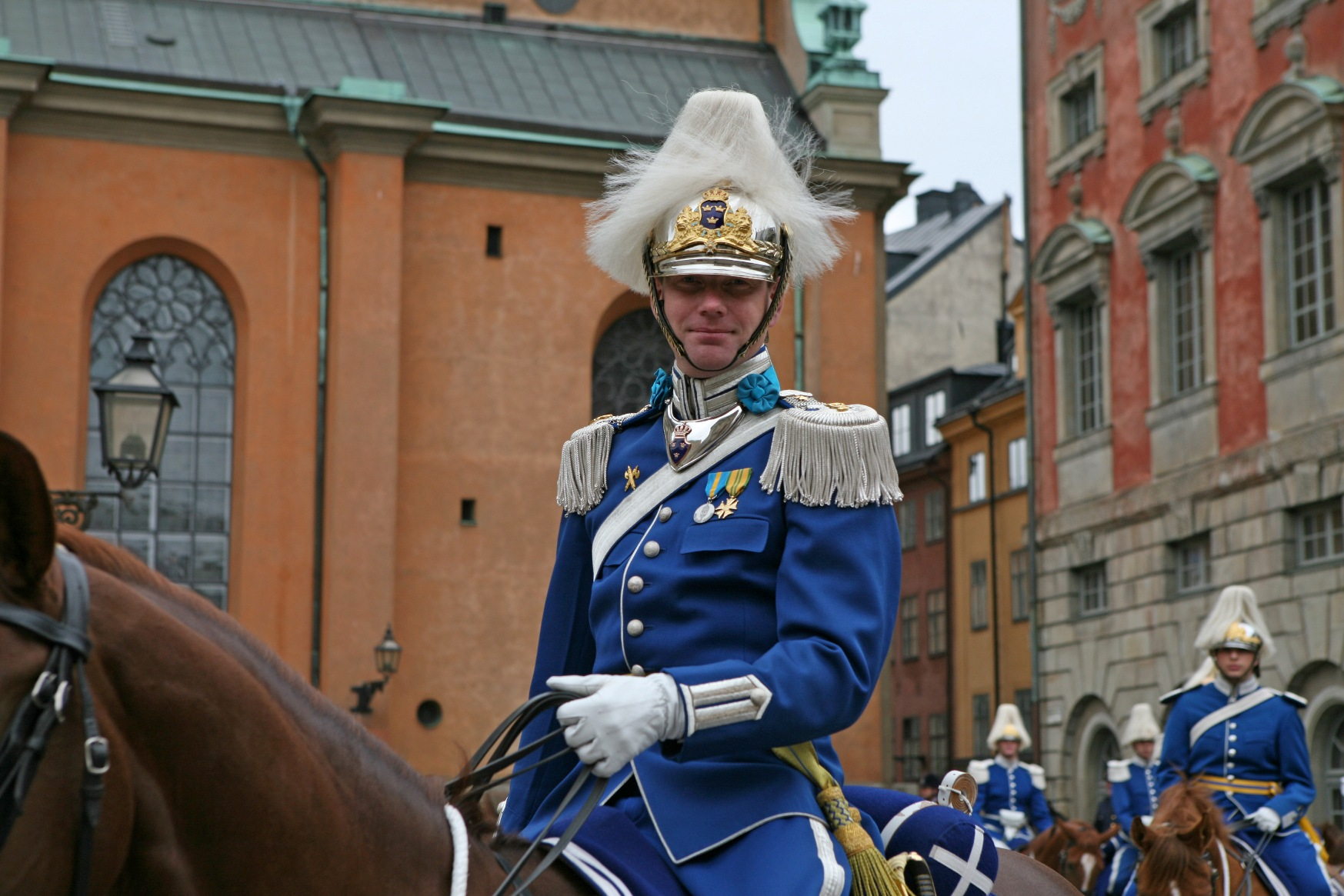
Major vid Livgardets kavalleri bärande uniform m/1895 för Livgardet till häst (K 1) och epålett m/1845 med buljoner.

## Bruk av epåletter i Sverige
Epåletter infördes i Sverige 1792 efter fransk förebild och var i bruk fram till 1932. Epåletterna utgjorde en del av gradbeteckningen och ibland kunde epåletterna och dess utsmyckningar vara olika på höger respektive vänster axel. I den svenska arméns uniform m/1906 var epåletten utesluten, men behölls till övriga uniformer av äldre modeller. Epåletter avskaffades till paraduniform 1932 i en generalorder daterad 21 november 1931, men återinfördes officiellt 1994 tillsammans med kartuschlådor efter att åter ha använts inofficiellt för första gången vid bland annat Riksmötets öppnande den 6 oktober 1992.
Innan avskaffandet bars epåletterna till stor- och liten paraddräkt. Epåletterna fästes i s.k. epålettslejfar av olika utföranden som var fastsydda på vapenrocken. Epålettslejfen kunde vara gjord av galoner eller brodyr i guld eller silver, eller vara gjord av en enkel metallkedja. Efter återinförandet på 90-talet bärs epåletter enbart till stor paraddräkt, medan lösa axelklaffar ersätter vid liten paraddräkt och daglig dräkt. Detta är dels på grund av att det försvårar vapenrörelser och dels att de slits onödigt mycket.
Epåletterna som används idag till paraduniformer i Försvarsmakten är:
- Epålett m/1794-1895 för officerare vid Livgardets infanteri (f.d. Svea livgarde).
- Epålett m/1845-1895 för specialistofficerare vid Livgardets infanteri (f.d. Svea livgarde).
- Epålett m/1845-1895 för officer vid Livgardets kavalleri (f.d. Livgardets dragoner) och Livgardets dragonmusikkår.
- Epålett m/1845-1895 för specialistofficer vid Livgardets kavalleri (f.d. Livgardets dragoner) och Livgardets dragonmusikkår.
- Epålett m/1830-1895 för officer och specialistofficer vid Arméns musikkår (Göta livgardes modell).
- Epålett m/1804-1895 för gruppbefäl och soldater vid Livgardet samt musiker vid Livgardets dragonmusikkår.
- Epålett m/1878 för marinofficer vid tjänstgöring på paradslupen Vasaorden.

År 1895 infördes Oscar II:s namnchiffer på gardesförbandens epåletter, vilket 1908 ändrades till Gustaf V. Tilläggsåret "-1895" syftar alltså till att epåletten idag bär namnchiffer. Efter återinförandet på 90-talet bär gardesförbanden regerande monarks namnchiffer i guldmetall på epåletterna, idag kung Carl XVI Gustaf.

### Gradbeteckningar på epåletter i Sverige
Vid införandet av epåletterna 1792 bar man crepiner (rullar av textilmaterial, ibland med stomme av trä, och besatta med små öglor av metall), buljoner (spiraler av tunna metallskenor) och fransar i kombination med olika kronor (kungliga och grevliga), olika på höger respektive vänster axel.

#### 1792

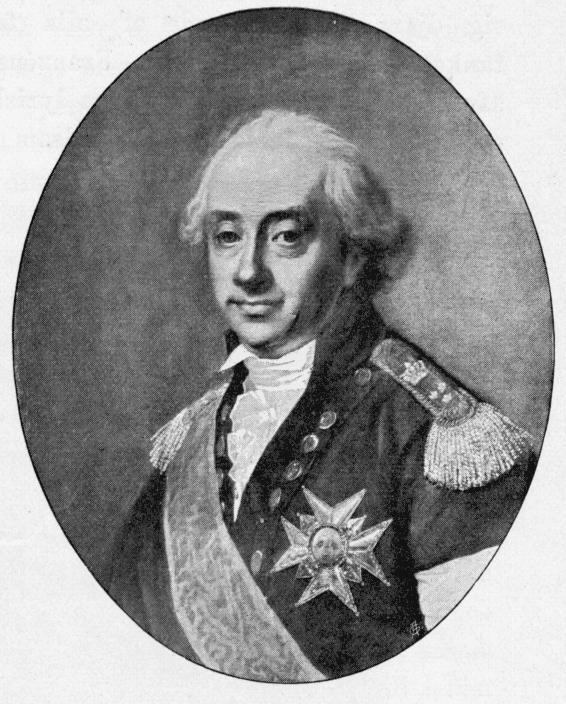
Carl August Ehrensvärd i uniform med epålett för en generalamiral (fältmarskalk).

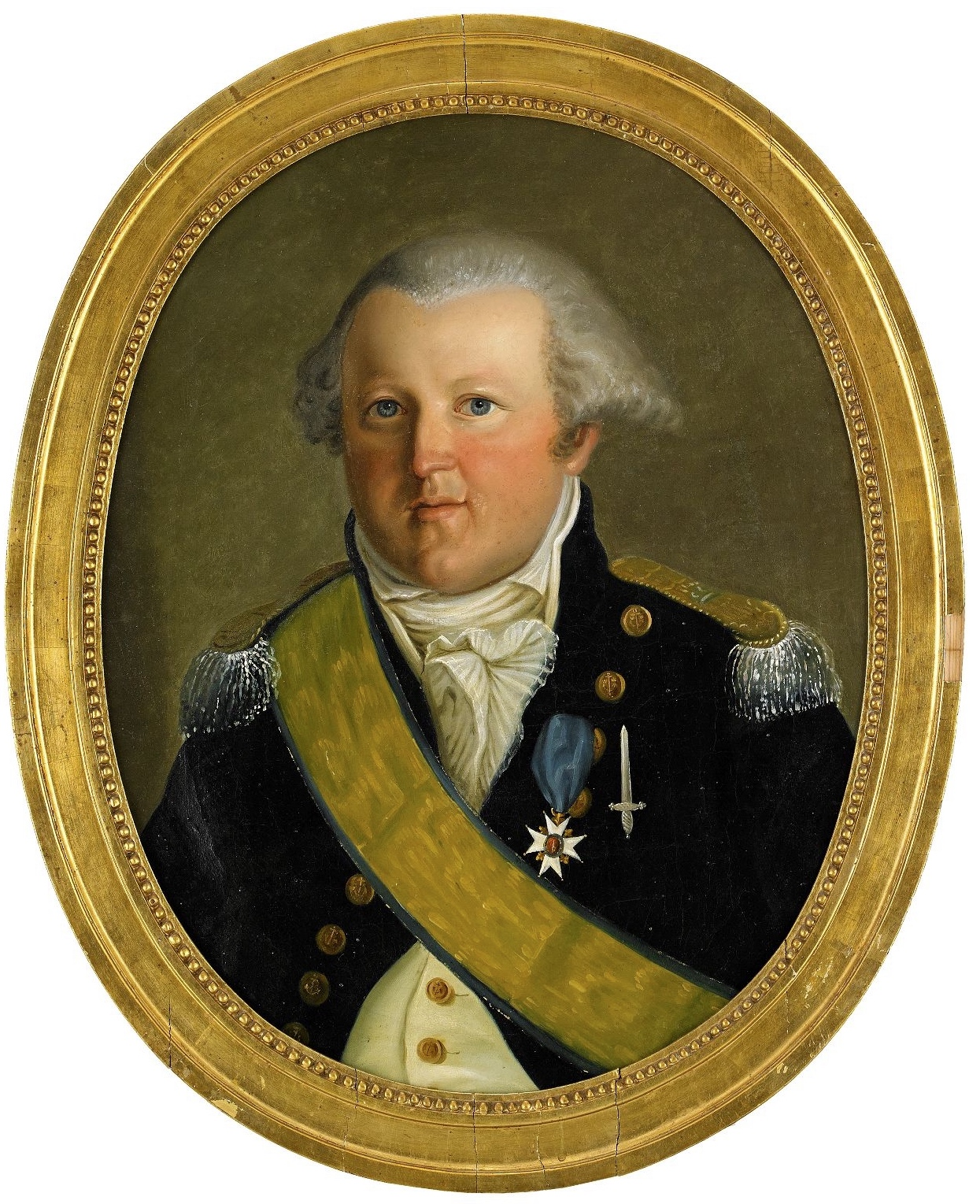
Johan af Puke i uniform med epåletter för en konteramiral i flottan.

Enligt reglerna 1792 bars epåletter enligt följande:
| Grad                            | Vänster axel                                                   | Höger axel                                     |
| ------------------------------- | -------------------------------------------------------------- | ---------------------------------------------- |
| Fältmarskalk/Generalamiral      | Crepiner och bouilloner, 1 konglig krona och 3 grevliga kronor | Crepiner och bouilloner samt 3 grevliga kronor |
| General/Amiral                  | Crepiner och bouilloner 3 grevliga kronor                      | Crepiner och bouilloner 3 grevliga kronor      |
| Generallöjtnant/Viceamiral      | Crepiner och bouilloner 3 grevliga kronor                      | Crepiner och bouilloner 1 konglig krona        |
| Generalmajor/Konteramiral       | Crepiner och bouilloner 1 konglig krona                        | Crepiner och bouilloner 1 konglig krona        |
| Överste/Kommendör               | Crepiner och bouilloner 1 konglig krona                        | Crepiner och bouilloner                        |
| Överstelöjtnant/Kommendörkapten | Crepiner och bouilloner                                        | Bouilloner                                     |
| Major                           | Bouilloner                                                     | Bouilloner                                     |
| Kapten/Ryttmästare              | Bouilloner                                                     | Fransar                                        |
| Löjtnant                        | Fransar                                                        | Fransar                                        |
| Underlöjtnant                   | Fransar                                                        | Utan fransar                                   |
| Kornett/Fänrik                  | Fransar                                                        | Ingen epålett, utan guld eller silversnodd     |

#### 1836
Enligt 1836 års rulla bärs epåletter enligt följande:
| Grad                          | Stjärnor                     | Buljoner |
| ----------------------------- | ---------------------------- | -------- |
| Fältmarskalk                  | Namnchiffer Korslagda stavar | Grova    |
| General                       | Namnchiffer 3 stjärnor       | Grova    |
| General-Lieutenant            | Namnchiffer 2 stjärnor       | Grova    |
| General-Major                 | Namnchiffer 1 stjärna        | Grova    |
| General-Adjutant el. Öfverste | Kunglig krona                | Grova    |
| Öfverste-Lieutenant           | 3 stjärnor                   | Fina     |
| Major                         | 2 stjärnor                   | Fina     |
| Capitaine                     | 3 stjärnor                   | -        |
| Lieutenant                    | 2 stjärnor                   | -        |
| Under Lieutenant              | 1 stjärna                    | -        |

#### 1901
Enligt 1901 års rulla bärs epåletter enligt följande:
"Lika på båda epåletterna och, så vidt sig göra låter, å nedre delen af mattan."
| Grad               | Stjärnor   | Buljoner               |
| ------------------ | ---------- | ---------------------- |
| General            | 3 stjärnor | Grofva glitterbuljoner |
| Generallöjtnant    | 2 stjärnor | Grofva glitterbuljoner |
| Generalmajor       | 1 stjärna  | Grofva glitterbuljoner |
| Öfverste           | 3 stjärnor | Gröfre blanka buljoner |
| Öfverstelöjtnant   | 2 stjärnor | Fina blanka buljoner   |
| Major              | 1 stjärna  | Fina blanka buljoner   |
| Kapten/Ryttmästare | 3 stjärnor | -                      |
| Löjtnant           | 2 stjärnor | -                      |
| Underlöjtnant      | 1 stjärna  | -                      |

Stjärnor om tre bärs med en stjärna över två.

## Bilder

Två epåletter med buljoner och krona utgjorde gradbeteckning för en major i brittiska armén 1810-1855.
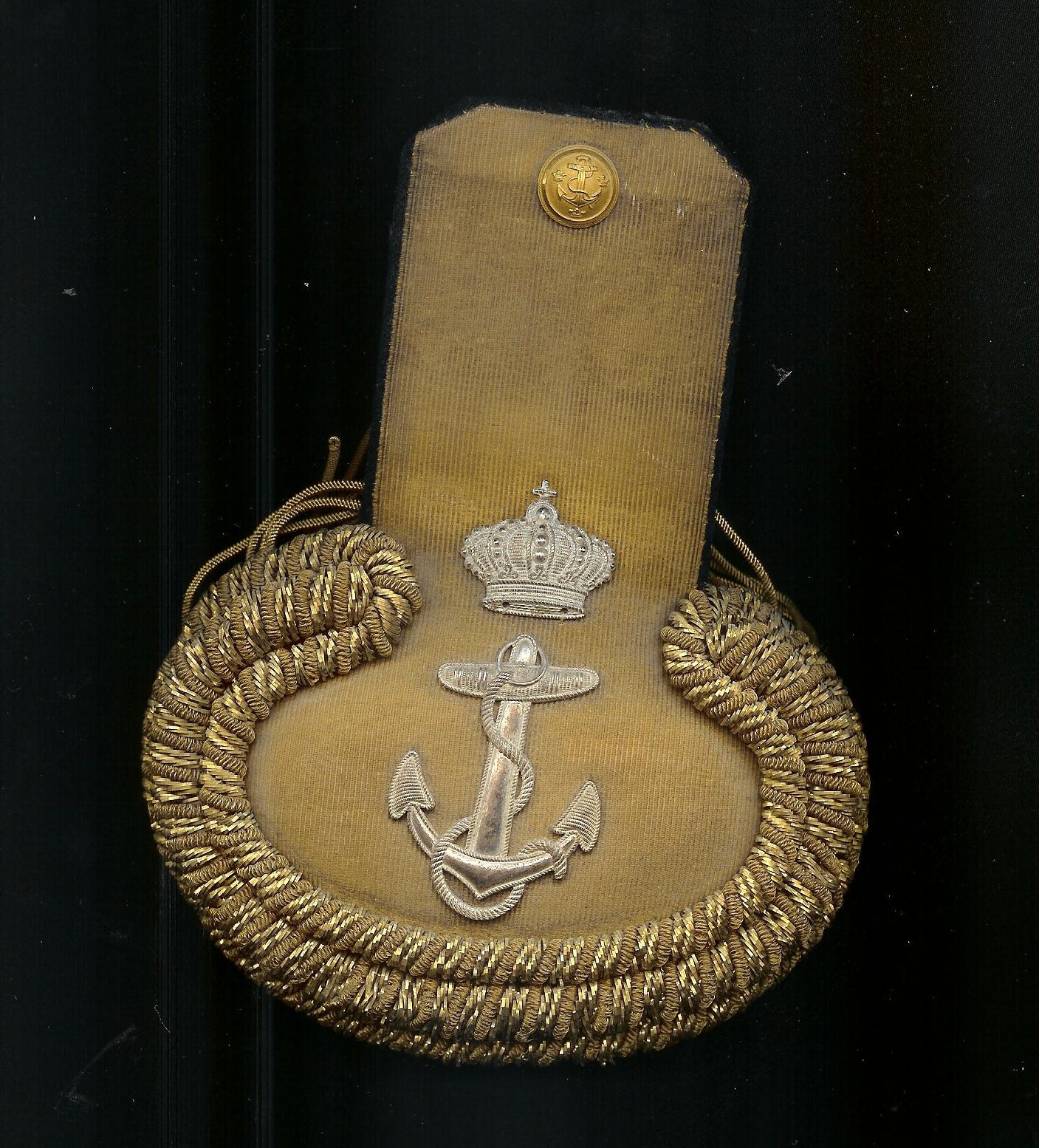
Epålett m/1878 för officer på KS Vasaorden.
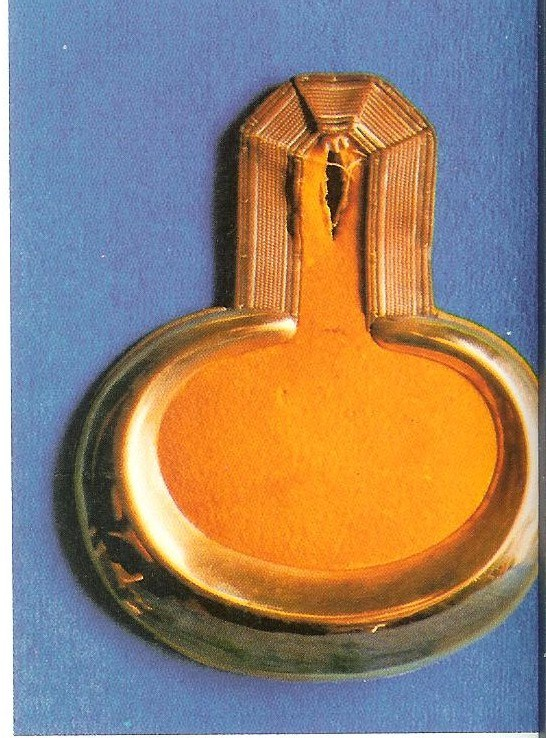
Epålett manskap 3. Gardesulanregementet i Potsdam 1900.
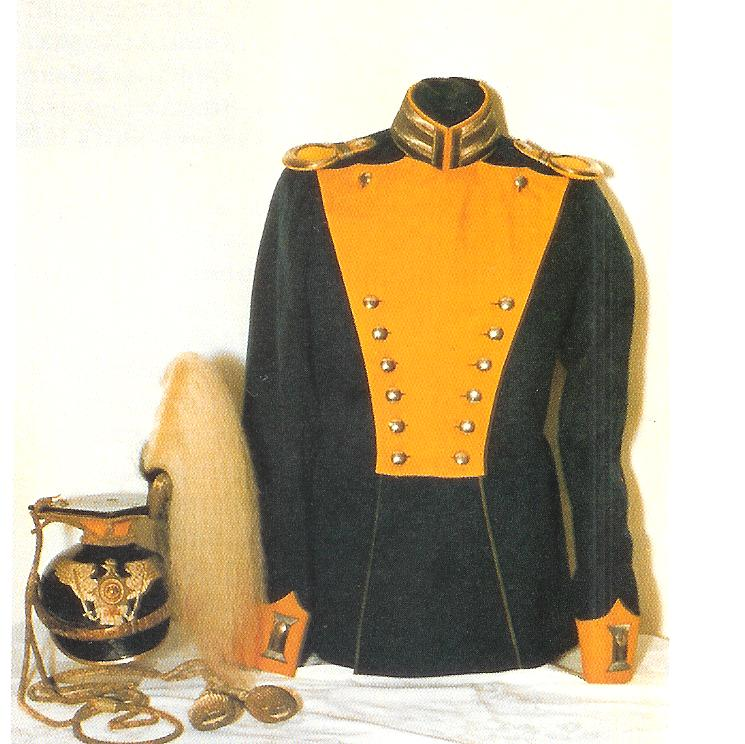
Vapenrock med epåletter 3. Gardesulanregementet i Potsdam 1900.